# Parigi-Roubaix 1930
La Parigi-Roubaix 1930, trentunesima edizione della corsa, fu disputata il 20 aprile 1930, per un percorso totale di 255 km. Fu vinta dal belga Julien Vervaecke giunto al traguardo con il tempo di 8h11'14" alla media di 31,146 km/h, grazie al declassamento in seconda posizione di Jean Maréchal, che era giunto al velodromo con 24 secondi di vantaggio sul ciclista belga della Alcyon-Dunlop; il terzo gradino del podio andò ad Antonin Magne.
Presero il via alle 7:45 da Argenteuil 86 ciclisti, 34 di essi tagliarono il traguardo di Roubaix; di questi ben 21 arrivarono ex æquo in sesta posizione.

## Ordine d'arrivo (Top 10)
| Pos. | Corridore                   | Squadra                     | Tempo                       |
| ---- | --------------------------- | --------------------------- | --------------------------- |
| 1    | Julien Vervaecke            | Alcyon-Dunlop               | 8h11'14"                    |
| 2    | Jean Maréchal               | Colin                       | 8h10'50" (declassato)       |
| 3    | Antonin Magne               | Alleluia-Wolber             | a 6'48"                     |
| 4    | Émile Joly                  | Genial Lucifer-Hutchinson   | s.t.                        |
| 5    | Nicolas Frantz              | Alcyon-Dunlop               | s.t.                        |
| 6    | 21 ciclisti a 6'48" ex æquo | 21 ciclisti a 6'48" ex æquo | 21 ciclisti a 6'48" ex æquo |